# Barzan (Charente-Maritime)
Barzan ist eine westfranzösische Gemeinde mit 470 Einwohnern (Stand 1. Januar 2022) im Département Charente-Maritime in der Region Nouvelle-Aquitaine.

## Lage
Barzan liegt unweit der Gironde-Mündung in der alten Kulturlandschaft der Saintonge etwa 33 Kilometer (Fahrtstrecke) südwestlich von Saintes bzw. etwa 25 Kilometer südöstlich von Royan. Der Felsen von Talmont mit seiner imposanten romanischen Kirche Sainte-Radegonde liegt nur etwa 5,5 Kilometer nordwestlich.

## Bevölkerungsentwicklung
| Jahr      | 1968 | 1975 | 1982 | 1990 | 1999 | 2007 | 2016 | 2019 |
| Einwohner | 431  | 378  | 344  | 371  | 410  | 451  | 471  | 463  |

Barzan hatte im 19. Jahrhundert beständig zwischen 550 und 650 Einwohner. Bedingt durch die die Mechanisierung der Landwirtschaft nahm die Bevölkerung in der ersten Hälfte des 20. Jahrhunderts mehr und mehr ab; seit 1975 hat sich der Trend leicht umgedreht.

## Wirtschaft
Landwirtschaft und Weinbau bestimmen seit Jahrhunderten das Wirtschaftsleben des Ortes; Barzan gehört zu den Bons Bois der Weinbauregion Cognac. Seit den 1980er Jahren ist der Tourismus (Vermietung von Ferienwohnungen) als Einnahmequelle hinzugekommen; am Ufer der Gironde entstand Barzan-Plage.

## Geschichte
Die Geschichte von Barzan reicht weit zurück; prähistorische Steinbeile, Pfeilspitzen und Keramikscherben wurden auf dem Gemeindegebiet gefunden und mittels Luftbildern entdeckte man Spuren von Siedlungsplätzen. Seit dem 7. Jahrhundert v. Chr. siedelten Kelten vom Stamm der Santonen in der Gegend, die jedoch – ebenso wie das übrige Gallien – von Cäsar im Gallischen Krieg (58–51 v. Chr.) unterworfen wurde. Wahrscheinlich unter den flavischen Kaisern (69–96) entstand auf dem Gemeindegebiet von Barzan die Römerstadt Novioregum und am Gironde-Ufer, unweit des heutigen Barzan-Plage, befand sich einst ein Hafen. Die Römerstadt erlebte ihre Blütezeit im 2. Jahrhundert; man errichtete eine große Thermenanlage und ein Theater. Nach dem Ende des Imperium Romanum, also in gallorömischer Zeit, blieb die Stadt weiterhin bewohnt. Erst im Mittelalter begann man die Steine der Römerstadt abzutragen und zum Zweck des Neubaus einer (nicht erhaltenen) romanischen Kirche und einiger Häuser des neuen Ortes (in Urkunden Barlan oder Balzan genannt) abzutransportieren, der jedoch niemals seine ehemalige Bedeutung wiedererlangte und als Bauerndorf weiter existierte.

## Sehenswürdigkeiten

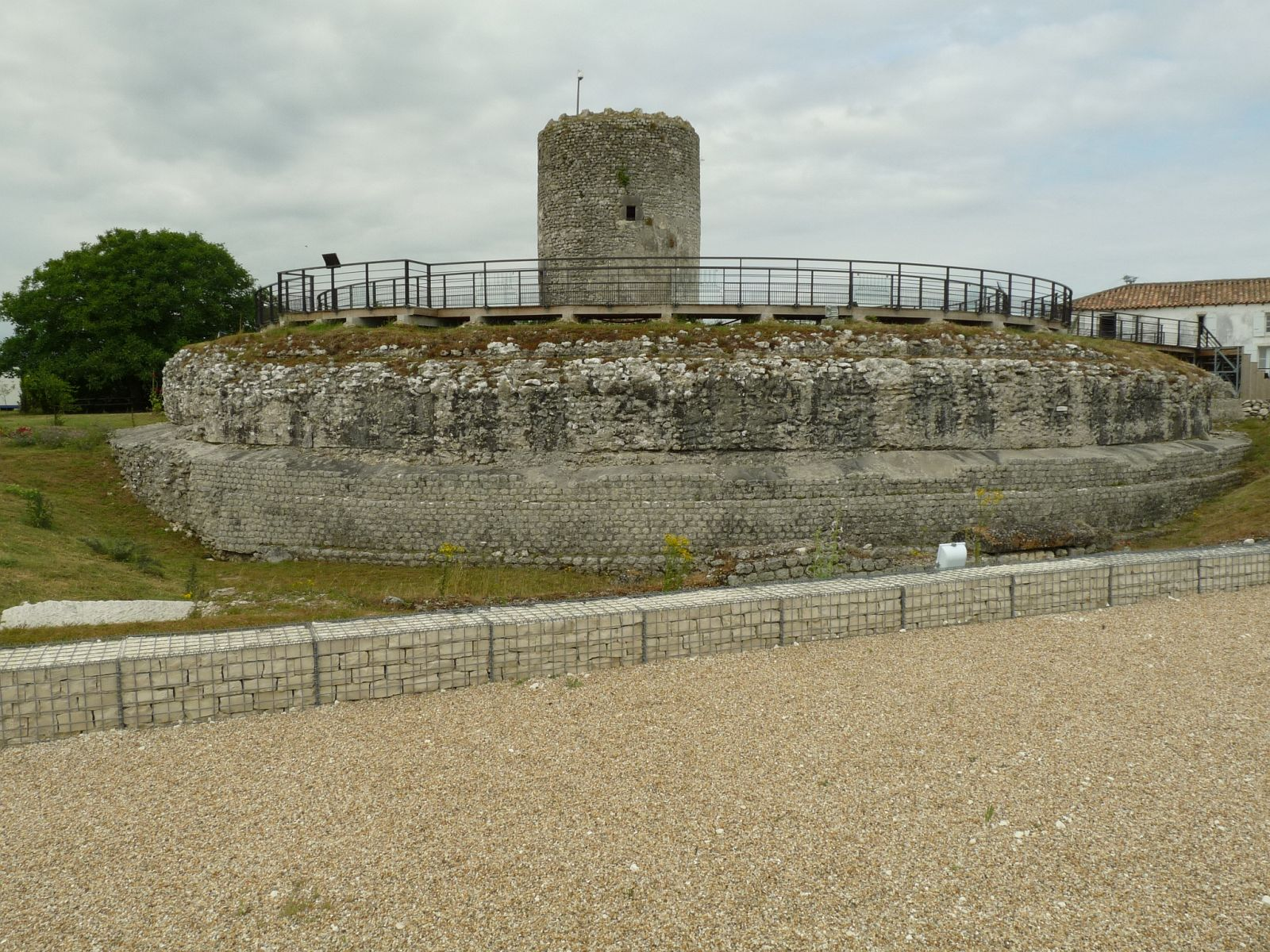
Stumpf einer Windmühle auf den Fundamenten eines antiken Rundtempels

Siehe auch: Liste der Monuments historiques in Barzan (Charente-Maritime)
- Die Ausgrabungsstätte der römischen Stadt Novioregum liegt etwa einen Kilometer nördlich von Barzan bei der Windmühle von Fâ; sie ist erst seit dem Jahre 2005 für Touristen zu besichtigen. Die Ausgrabungs- und Restaurierungsarbeiten sind noch im Gange: Erkennbar sind bislang die Ruinen einer Thermenanlage, eines Theaters, eines Rundtempels und von Speichergebäuden. Ein etwa drei Kilometer langer Aquädukt, der von einer nahe bei der heutigen Ortschaft Chenac-Saint-Seurin-d’Uzet gelegenen Quelle gespeist wurde, versorgte die Bewohner der Stadt mit Frischwasser. Ein Museum am Ort zeigt Modelle des Tempels und der Thermen sowie Fundstücke (siehe Weblink).
- Die neogotische Pfarrkirche Saint-Pierre ist ein Bau aus dem ausgehenden 19. Jahrhundert, der eine baufällig gewordene romanische Kirche ersetzte, deren Abriss der Gemeinderat beschlossen hatte.
- Im 19. Jahrhundert wurden Rathaus (mairie) und Schule (école) oft unmittelbar nebeneinander gebaut – in Barzan ist noch ein derartiges Ensemble erhalten.